# Prapovijesni lokaliteti u dolini Vézère
Prapovijesni lokaliteti u dolini Vézère su skup prapovijesnih nalazišta koji se protežu na preko dvadeset i pet milja duž doline Vezere između Les Eyzies-de-Tayaca i Montignaca, u francuskom departmanu Dordogne u Akvitanije.
Ovi lokliteti su upisani na UNESCOv popis mjesta svjetske baštine u Europi u listopadu 1979. god. Upis se odnosi uglavnom na oslikane špilje koje su među najvažnijima za proučavanje špiljske umjetnosti mlađeg paleolitika, ali i niz drugih arheoloških lokaliteta.
Upis sadržava 147 nalazišta iz paleolitika i 25 uređenih špiljskih okolica od 30 km x 40 km, gdje su pronađene stotine tisuća kamenih artefakata i umjetničkih kostiju, tj. 500.000 kremenom izrezbarenih predmeta i 844 različitih alata i umjetnina.
Nalaze iz ovih lokaliteta UNESCO opisuje kao:
"Neke od špilja koje je oblikovala Vézère su poznati u svijetu kao remek-djela prapovijesne umjetnosti: "Venera iz Laussela" i "Konjski friz" u visokom reljefu iz Cap Blanc (Marquay), te posebno poznate špiljske slike Lascauxa (Montignac) čije je otkriće u 1940-im označilo prekretnicu u povijesti prapovijesne umjetnosti: scene lova, prikazivanje stotine životinja sa zadivljujućom točnošću promatranja, te bogatih boja i živopisne kvalitete. "
"Predmeti i umjetnička djela iz doline Vezere su izuzetno rijetki svjedoci davno nestale civilizacije, koju je vrlo teško razumjeti. Ovi nalazi nude mnogo vrijednih znanja o najudaljenijem razdoblju ljudske povijesti, davno prije antike, i umjetnost datiraju natrag na razdoblje paleolitika. Oni imaju jedinstvenu privlačnost, osobito u smislu povijesne perspektive etnoloških, antropoloških i estetskih vrijednosti."

## Popis lokaliteta
| Slika | Ime                            | Posjet                      | Lokacija                                   | Koordinate                                | Bilješke |
| ----- | ------------------------------ | --------------------------- | ------------------------------------------ | ----------------------------------------- | --- |
|       | Riblja špilja(Abri du Poisson) | Otvorena samo uz RDV        | Les Eyzies-de-Tayac-Sireuil                | 44°33′50″N 0°35′43″E / 44.5638°N 0.5954°E | Oslikana špilja |
|       | Font-de-Gaume                  | Ograničen broj posjetitelja | Les Eyzies-de-Tayac-Sireuil                | 44°33′41″N 1°00′41″E / 44.5613°N 1.0114°E | Oslikana špilja s 200 životinja iz magdalenskog razdoblja                                                                                                  |
|       | Špilja Mouthe                  | Zatvorena za posjetitelje   | Les Eyzies-de-Tayac-Sireuil                | 44°33′10″N 1°00′41″E / 44.5528°N 1.0114°E | Ova špilja je četvrta otkrivena oslikana prapovijesna špilja (1894.), odmah nakon Altamire.                                                                |
|       | Špilja Combarelles             | Ograničen broj posjetitelja | Les Eyzies-de-Tayac-Sireuil                | 44°33′46″N 1°01′23″E / 44.5628°N 1.0231°E | U njoj je 1901. god. pronađeno preko 600 oslikanih figura iz oko 13,000. pr. Kr.                                                                           |
|       | Špilja Cap Blanc               | Ograničen broj posjetitelja | Marquay                                    | 44°33′52″N 1°03′18″E / 44.5644°N 1.0550°E | Otkrivena 1926. i poznata po glinenim figurama iz oko 15,000. pr. Kr.                                                                                      |
|       | Lascaux                        | Zatvorena za posjetitelje   | Montignac                                  | 45°01′53″N 1°06′04″E / 45.0313°N 1.1012°E | Najpoznatija oslikana prapovijesna špilja. Picasso ju je nazvao "Sikstinska kapela prapovijesti".                                                          |
|       | Špilja Rouffignac              | Ograničen broj posjetitelja | Rouffignac-Saint-Cernin-de-Reilhac         | 45°00′11″N 0°35′29″E / 45.0031°N 0.5915°E | U njoj je 1956. god. potvrđeno preko 250 oslikanih figura iz oko 13,000. pr. Kr.                                                                           |
|       | Roc de Saint-Cirq              | Ograničen broj posjetitelja | Saint-Cirq                                 | 42°21′06″N 2°13′15″E / 42.3517°N 2.2207°E | U njoj su 1951. god. potvrđene oslikane figura iz oko 13,000. pr. Kr.                                                                                      |
|       | Špilja Cro-Magnon              | Zatvorena za posjetitelje   | Les Eyzies-de-Tayac-Sireuil                | 44°33′45″N 1°00′12″E / 44.5625°N 1.0034°E | U njoj su prvi put 1868. pronađeni ostaci pračovjeka koji je po njoj dobio ime kromanjonski čovjek.                                                        |
|       | La Micoque                     | Posjete samo uz RDV         | Les Eyzies-de-Tayac-Sireuil                | 44°34′22″N 1°00′07″E / 44.5727°N 1.002°E  | Na ovoj lokaciji je pronađeno 6 arheolođkih razina s prvim nalazima kamene proizvodnje.                                                                    |
|       | Laugerie-Basse                 | Posjete samo uz RDV         | Les Eyzies-de-Tayac-Sireuil                | 44°34′22″N 0°35′45″E / 44.5727°N 0.5957°E | U njoj je Edouard Lartet pronašao reljefe i 600 drugih nalaza iz mgdalenskog razdoblja.                                                                    |
|       | Laugerie-Haute                 | Posjete samo uz RDV         | Les Eyzies-de-Tayac-Sireuil                | 44°34′16″N 1°00′04″E / 44.5711°N 1.0012°E | U njoj su 1863. god. potvrđene oslikane figura iz oko 24-13,000. pr. Kr.                                                                                   |
|       | Špilja Grand Roc               | aZtvorena za posjetitelje   | Les Eyzies-de-Tayac-Sireuil                | 44°33′57″N 0°35′43″E / 44.5658°N 0.5954°E | U njoj su 1924. god. potvrđeni reljefi figura iz magdalenskog razdoblja.                                                                                   |
|       | Le Moustier                    | Posjete samo uz RDV         | Saint-Léon-sur-Vézère i Peyzac-le-Moustier | 44°35′38″N 1°02′01″E / 44.5939°N 1.0335°E | U njoj su 1860. god. potvrđeni ostaci kamene industrije iz paleolitika.                                                                                    |
|       | La Madeleine                   | Zatvorena za posjetitelje   | Saint-Cirq                                 | 44°34′48″N 1°01′16″E / 44.5801°N 1.0211°E | U njoj su po prvi puta pronađena djela paleolitske umjetnosti, te je posljednje razdoblje (iz kojega potječe 90% nalaza) po njoj nazvano magdalensko doba. |

## Poveznice
- Altamira
- Paleolitska umjetnost
- Arheologija
- Prapovijest

## Vanjske poveznice
- Lascaux  Arhivirana inačica izvorne stranice od 1. lipnja 2003. (Wayback Machine) Službene stranice špilje Lascaux, Francusko ministarstvo kulture.